# SM UB-27
SM UB-27 – niemiecki jednokadłubowy okręt podwodny typu UB II zbudowany w stoczni AG Weser, Bremie w roku 1915. Zwodowany 20 grudnia 1915 roku, wszedł do służby w Kaiserliche Marine 23 lutego 1916 roku. W czasie swojej służby, SM UB-27odbył 17 patroli bojowych. Zatopił 11 statków o łącznej pojemności 18 991 BRT oraz uszkodził trzy statki o łącznej pojemności 3240 BRT.

## Budowa
Okręt SM UB-27 należał do typu UB-II, który był następcą typu UB I. Był średnim jednokadłubowym okrętem przeznaczonymi do działań przybrzeżnych, o prostej konstrukcji, długości 36,13 metrów, wyporności w zanurzeniu 263 BRT, zasięgu  6450 Mm przy prędkości 5 węzłów na powierzchni oraz 45 Mm przy prędkości 4 węzły w zanurzeniu. W typie II poprawiono i zmodernizowano wiele rozwiązań, które były uważane za wadliwe w typie I. Zwiększono moc silników, pojedynczy wał zastąpiono dwoma.

## Służba
Pierwszym dowódcą okrętu został 7 stycznia 1916 roku mianowany Victor Dieckmann. Dieckmann dowodził okrętem do 31 października 1916 roku. Pod jego dowództwem UB-27 zatopił 8 statków. 14 kwietnia 1916 roku UB-27 został przydzielony do I Flotylli. Od 1 listopada 1916 roku do 23 kwietnia 1917 roku okrętem dowodził Kapitänleutnant Hans Georg Lübbe.  12 marca 1917 roku u wybrzeży Belgii UB-27 zatrzymał i zatopił norweski parowiec Thode Fagelund o pojemności 4352 BRT. 14 marca jego łupem padł kolejny norweski parowiec „Davanger” o pojemności 5876 BRT. 21 kwietnia jednostka została przeniesiona do Flotylli Bałtyckiej. 24 kwietnia dowódcą został mianowany Oberleutnant zur See Freiherr Heinz von Stein zu Lausnitz.  19 lipca 1917 został przeniesiony do Flotylli Flandria, gdzie służył do 29 lipca. Tego dnia okręt zatonął. Cała załoga zginęła.